# Парфён Рогожин
Парфён Семёнович Рого́жин — один из главных героев романа Ф. М. Достоевского «Идиот».

Постер первой части фильма «Идиот» (1958).

## Внешность
…Один из них был небольшого роста, лет двадцати семи, курчавый и почти черноволосый, с серыми, маленькими, но огненными глазами. Нос его был широк и сплюснут, лицо скулистое; тонкие губы беспрерывно складывались в какую-то наглую, насмешливую и даже злую улыбку; но лоб его был высок и хорошо сформирован и скрашивал неблагородно развитую нижнюю часть лица. Особенно приметна была в этом лице его мертвая бледность, придававшая всей физиономии молодого человека изможденный вид, несмотря на довольно крепкое сложение, и вместе с тем что-то страстное, до страдания, не гармонировавшее с нахальною и грубою улыбкой и с резким, самодовольным его взглядом. Он был тепло одет, в широкий, мерлушечий, чёрный, крытый тулуп, и за ночь не зяб…

## Образ
В романе Парфён Рогожин описан как человек страстный, легко воспламеняющийся, необузданный. В романе его характер и качества полностью противопоставлены качествам князя Мышкина, что выражается даже во внешности. Страстно, до безумия влюблён в Настасью Филипповну и, получив большое наследство, кутит вместе с ней. Но когда она хочет выйти замуж за князя Мышкина, несдержанная натура доводит Рогожина до того, что он закалывает Настасью Филипповну ножом после того, как убегает с ней раньше, чем состоялась свадьба. В романе Парфён символически представляет образ Антихриста, дьявола, в противоположность князю Мышкину, символизирующему собой образ Христа. Но в то же время он символизирует греховного человека со всеми его пороками, прегрешениями. Однако князь Мышкин, как истинный искупитель грехов человеческих, всепрощающий Иисус Христос, прощает Рогожину величайший грех — убийство Настасьи Филипповны — и успокаивает обезумевшего Парфёна, как мать успокаивает плачущего ребёнка. Образ Рогожина символичен и является одним из основных характеров в творчестве Достоевского, и одним из ключевых в его понимании вселенной в его творчестве. Он представляет собой образ тьмы, загробного мира, и несёт с собой заряд отрицательной энергии, возможно, даже сам не подозревая об этом. Жизнь тех, кто пересекался с ним хоть раз, ломается навсегда без возможности возвратить потерянное.